# William van Bost
Pas d'image ? Cliquez ici

a Compétitions nationales et continentales officielles uniquement.

b Matchs officiels uniquement.
Dernière mise à jour le 24/10/2023.
William van Bost, né le 1er août 1998, est un joueur belge de rugby à XV jouant au poste de troisième ligne centre à l'AS Béziers depuis 2019.

## Biographie
William van Bost commence le rugby au sein du club de Boitsfort. Repéré lors d'un tournoi de jeunes à Metz en 2012, il rejoint alors le centre de formation du RC Toulon à 14 ans. Après avoir gravi les échelons au sein du club toulonnais, il signe un contrat avec l'AS Béziers, qu'il prolonge en 2021. Puis en 2022, il signe un contrat de longue durée, prolongeant de trois saisons supplémentaires. La saison suivante, il prend de l'importance au sein de l'effectif biterrois, disputant 18 rencontres dont 8 comme titulaire.
Il commence sa carrière internationale avec l'équipe de Belgique de rugby à XV en 2019 lors du championnat européen international de rugby à XV face à l'Allemagne.

## Statistiques

### En club
| 2019-2020 | AS Béziers | 1  | 0 |
| 2020-2021 | AS Béziers | 11 | 0 |
| 2021-2022 | AS Béziers | 6  | 0 |
| 2022-2023 | AS Béziers | 18 | 0 |
| 2019-2023 | Total      | 36 | 0 |

### En sélection
| Année | Compétition  | Matchs | Points | Essais | Transf. | Drops | Pénal. |
| ----- | ------------ | ------ | ------ | ------ | ------- | ----- | ------ |
| 2019  | REC 2019     | 2      | -      | -      | -       | -     | -      |
| 2019  | Tests matchs | 1      | -      | -      | -       | -     | -      |
| 2020  | REC 2020     | 2      | -      | -      | -       | -     | -      |
| Total | Total        | 5      | -      | -      | -       | -     | -      |

## Palmarès
- Champion de France Crabos (moins de 18 ans) avec le RC Toulon en 2016.
- Champion de France espoirs (moins de 22 ans) avec le RC Toulon en 2019[5].